# Arbeitsgericht Mönchengladbach
Das Arbeitsgericht Mönchengladbach (bis 1950 Arbeitsgericht München-Gladbach bzw. Arbeitsgericht München Gladbach), ein Gericht der Arbeitsgerichtsbarkeit, ist eines der dreißig nordrhein-westfälischen Arbeitsgerichte. Bei ihm sind sechs Kammern gebildet.

## Gerichtssitz und -bezirk
Das Gericht hat seinen Sitz in Mönchengladbach in der Hohenzollernstraße 155.
Das Arbeitsgericht Mönchengladbach ist örtlich zuständig für Rechtsstreitigkeiten aus den Städten Mönchengladbach, Grevenbroich, Jüchen und Korschenbroich. Es gibt auswärtige Sitzungen des Arbeitsgerichts Mönchengladbach in Neuss. Dort werden Rechtsstreitigkeiten aus dem Kreis Neuss verhandelt mit Ausnahme der Gemeinden Grevenbroich, Jüchen und Korschenbroich.
Die sachliche Zuständigkeit ergibt sich aus dem Arbeitsgerichtsgesetz.

## Übergeordnete Gerichte
Dem Arbeitsgericht Mönchengladbach sind das Landesarbeitsgericht Düsseldorf und im weiteren Rechtszug das Bundesarbeitsgericht übergeordnet.

## Gebäude

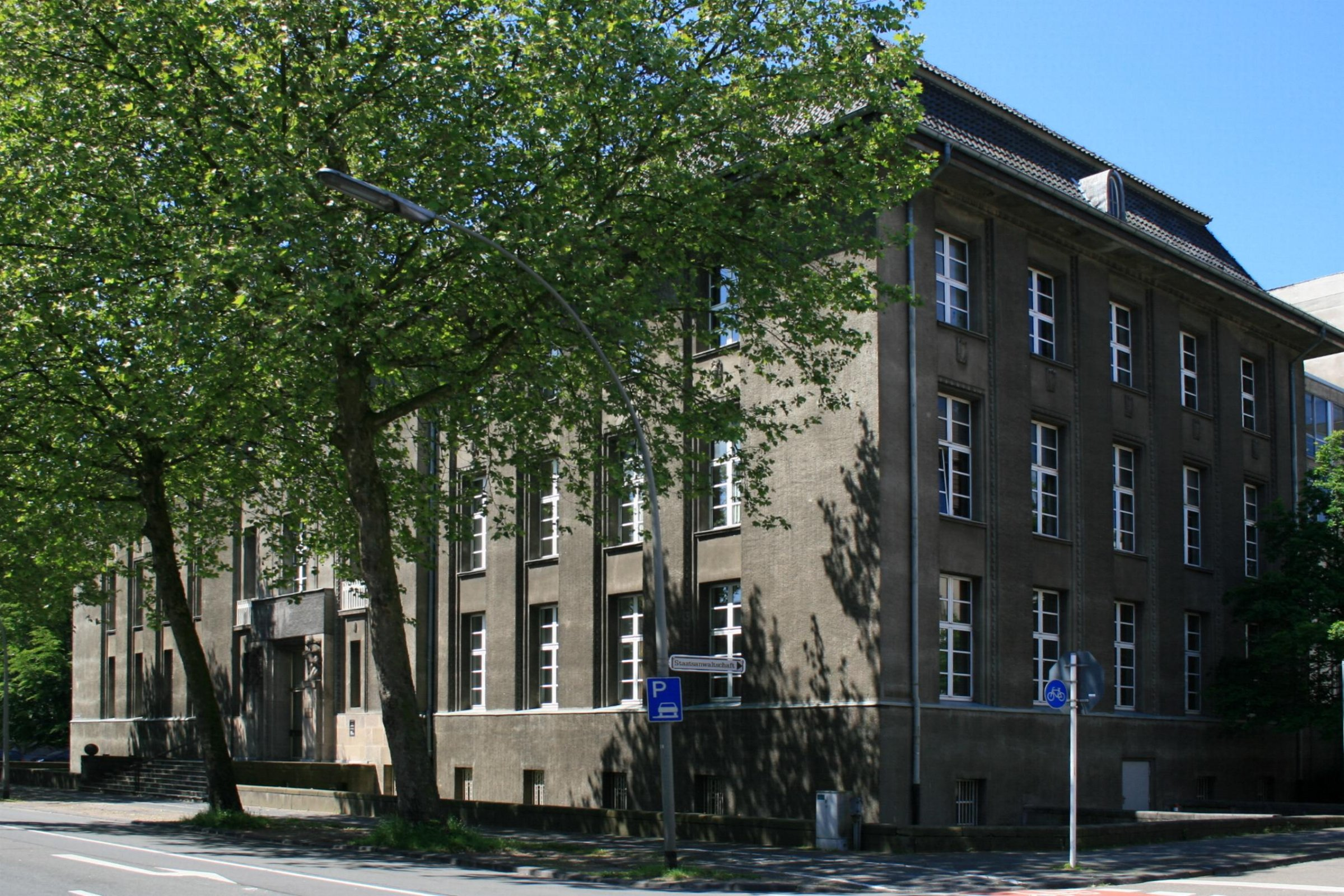
Gebäude Hohenzollernstraße 155 (2010)

Es handelt sich um einen dreigeschossigen Putzbau mit vertikal-rustikalem Rillenputz und Mansarddach, 11:5 Achsen; der Mitteleingang als dreiachsiger flacher Risalit betont durch Dreiecksgiebel mit Stuckfiguren, die auf das Motiv des Feuers verweisen (Inschrift Cave igne), somit auf die ursprüngliche Nutzung des Gebäudes durch die Gladbacher Feuerversicherungs-AG.
Der doppelflügelige Eingang betont durch Werksteinplatten und skulptierte Reliefs beidseitig des Oberlichtes. Die gesprossten Fenster sind modern. Rauputzfassade mit Lisenengliederung, Lisenen an den Rändern betont durch schlichtes Klötzchenfries, Brüstungsfelder unter den Obergeschoss-Fenstern mit stuckierter einfacher Kartusche. Weit vortretendes einfaches Kranzgesims mit eingelassenen ovalen Putzfeldern. Mansarddach mit hoch gezogenen vertikal stehenden Okuli. Der Eingangsbereich als großräumige Halle mit Säulenstellung über hohem Treppenaufgang in den 1950er Jahren überarbeitet. Die zweiläufige Treppe führt in das 1. Obergeschoss, das im Treppenhaus- und Flurbereich die Wandstruktur des frühen 20. Jh. erkennen lässt.
Ansonsten ist das Gebäude im Innern stark von den 1950er Jahren geprägt. Die Struktur der Eingangshalle mit dreigeteilter unterer Treppe mit Zwischenpodesten, Zwillingssäulenstellung mit wuchtigem umlaufendem Architrav und die Kostbarkeit der Materialien wurde bei der Umgestaltung 1957/58 beibehalten, entsprechend der Zeit leichter und klarer ausgeformt, Details entfernt.
Das Gebäude wurde unter Nr. H 100 am 5. November 2001 in die Denkmalliste der Stadt Mönchengladbach eingetragen.

## Geschichte
Gemäß Arbeitsgerichtsgesetz vom 23. Dezember 1926 wurden in Deutschland Arbeitsgerichte gebildet. Diese waren nur in der ersten Instanz organisatorisch selbstständige Gerichte, die Landesarbeitsgerichte waren den Landgerichten zugeordnet. Am Landgericht Krefeld entstand so 1927 das Landesarbeitsgericht Krefeld als eines von vier Landesarbeitsgerichten im Bezirk des Oberlandesgerichtes Düsseldorf. In Mönchengladbach entstand das Arbeitsgericht Mönchengladbach. Sein Sprengel umfasste die Bezirke der Amtsgerichtes Dülken, Erkelenz, Grevenbroich (außer den Stadtgemeinden Grevenbroich und Wevelinghoven und den Landgemeinden Allrath, Barrenstein, Bedburdyck, Broich, Elfgen, Elfen, Frimmersdorf, Frixheim-Anstel, Gindorf, Gustorf, Hemmerden, Höningen, Hoisten, Kapellen, Laach, Nettesheim-Butzheim, Neuenhausen, Neukirchen, Oekoven und Rommerskirchen), Mönchengladbach, Odenkirchen, Rheydt, Viersen und Wegberg, außer dem Teil von Rheinhausen, der zum Amtsgericht Uerdingen gehörte. Es bestand jeweils eine Kammer für Arbeiter, für Angestellte und für Handwerk.
Nach der Besetzung Deutschlands durch die Alliierten wurden 1945 zunächst alle Gerichte geschlossen. Die ordentlichen Gerichte wurden schon bald wieder eröffnet, während die Arbeitsgerichte zunächst nicht wieder eingerichtet wurden, so dass arbeitsgerichtliche Streitigkeiten von den ordentlichen Gerichten erledigt werden mussten. Gemäß Kontrollratsgesetz 21 vom 30. März 1946 sollten in Deutschland Arbeitsgerichte aufgebaut werden. Das Arbeitsgericht Mönchengladbach entstand so neu.